# Stenoplax venusta
Stenoplax venusta är en blötdjursart som först beskrevs av Is. och Iw. Taki 1931.  Stenoplax venusta ingår i släktet Stenoplax och familjen Ischnochitonidae. Inga underarter finns listade i Catalogue of Life.